# Carlos Mendoza (gobernador)
Carlos Arturo Mendoza (Guaymallén, Mendoza; 11 de septiembre de 1933 - Mendoza, 24 de abril de 2019) fue un político argentino, militante peronista y vicegobernador de la provincia de Mendoza (1973-1974) secundando a Alberto Martínez Baca. Estuvo a cargo del poder ejecutivo a partir del 6 de junio de 1974 como consecuencia de la suspensión en sus funciones del gobernador Martínez Baca por parte del poder legislativo, para su enjuiciamiento político.

## Vicegobernador
Carlos A. Mendoza se hizo vicegobernador con Alberto Martínez Baca por el FREJULI en las elecciones provinciales de 1973. Se desempeñó desde el 25 de mayo de 1973 hasta el 5 de junio de 1974. Destituido Martínez Baca para su juicio político, continuó como vicegobernador a cargo del poder ejecutivo desde el 6 de junio hasta el 13 de agosto de 1974. El 16 de agosto, la presidenta María Estela Martínez de Perón designó a Antonio Cafiero interventor federal.
Murió en su provincia natal el 24 de abril de 2019.